# The Flight That Fought Back
The Flight That Fought Back er en amerikansk tv-film, produceret af det London-baserede selskab Brook Lapping Productions for Discovery Channel, filmen omhandler begivenhederne om bord på United Airlines' flynummer 93, som blev kapret under terrorangrebet den 11. september 2001.
Filmen fortælles af Kiefer Sutherland, og rekonstruerer de begivenheder, der førte til flyets nedstyrtning i Shanksville, Pennsylvania, ca 150 meter nordvest for hovedstaden Washington D.C.
FBI var medhjælpende til produktionen, da de udleverede optagelser fra flyets sorte bokse efter anmodning. FBI nægtede dog at udlevere den fuldstændige optagelse med henvisning til det nationale sikkerhedshensyn.

## Ekstern henvisning
- The Flight That Fought Back på Internet Movie Database (engelsk)
- The Flight That Fought Back på AllMovie (engelsk)
- The Flight That Fought Back på The Movie Database (engelsk)
- The Flight That Fought Back hos The Movie Database (engelsk)